# Вернадский (лунный кратер)
Кратер Вернадский (лат. Vernadskiy) — большой ударный кратер на обратной стороне Луны. Название присвоено в честь русского и советского естествоиспытателя, мыслителя и общественного деятеля XX века Владимира Ивановича Вернадского (1863—1945) и утверждено Международным астрономическим союзом в 1970 г. Сведения о периоде образования кратера отсутствуют.

## Описание кратера
Ближайшими соседями кратера являются кратер Меггерс на западе, кратер Кепинский на северо-западе, кратер Флоренский на севере-северо-востоке, кратер Зидентопф на востоке и кратер Гаврилов на юге. На востоке от кратера располагается Море Москвы. Селенографические координаты центра кратера 23°07′ с. ш. 130°26′ в. д. / 23,11° с. ш. 130,43° в. д., диаметр 92 км, глубина 2,83 км.
За время своего существования кратер значительно разрушен и перекрыт множеством импактов. К северо-восточной части вала примыкает кратер Флоренский. Высота вала кратера над окружающей местностью 1430 м, объем кратера составляет приблизительно 8000 км³. Дно чаши кратера, испещрено множеством кратеров различного диаметра, хотя и является более ровным чем окружающая кратер местность.

## Сателлитные кратеры
| Вернадский | Координаты                                             | Диаметр, км |
| ---------- | ------------------------------------------------------ | ----------- |
| U          | 23°47′ с. ш. 126°30′ в. д. / 23,79° с. ш. 126,5° в. д. | 34,7        |
| X          | 25°49′ с. ш. 129°00′ в. д. / 25,82° с. ш. 129° в. д.   | 58,6        |

- Сателлитный кратер Вернадский B в 1985 г. переименован в кратер Флоренский.
- Образование сателлитного кратера Вернадский X относится к донектарскому периоду[4].